# Buprenorphine
Buprenorphine, được bán dưới tên thương hiệu Subutex và các tên khác, là một opioid được sử dụng để điều trị nghiện opioid, đau cấp tính và đau mãn tính. Nó có thể được sử dụng đặt dưới lưỡi, bằng cách tiêm, như một miếng dán da hoặc cấy ghép. Đối với việc nghiện opioid, nghiện chất này thường chỉ bắt đầu khi các triệu chứng cai đã bắt đầu và trong hai ngày đầu điều trị dưới sự quan sát trực tiếp của nhà cung cấp dịch vụ chăm sóc sức khỏe. Để điều trị nghiện lâu dài, nên sử dụng công thức kết hợp buprenorphin/naloxone để ngăn ngừa lạm dụng bằng cách tiêm. Giảm đau tối đa thường trong vòng một giờ với hiệu quả lên tới 24 giờ.
Các tác dụng phụ có thể bao gồm ức chế hô hấp (giảm nhịp thở), buồn ngủ, suy tuyến thượng thận, kéo dài QT, huyết áp thấp, phản ứng dị ứng và nghiện opioid. Trong số những người có tiền sử co giật, sẽ có nguy cơ bị co giật thêm. Triệu chứng cai nghiện sau khi ngừng buprenorphin thường ít nghiêm trọng hơn so với các opioid khác. Không rõ liệu sử dụng trong khi mang thai là an toàn và sử dụng trong khi cho con bú không được khuyến khích. Buprenorphin ảnh hưởng đến các loại thụ thể opioid khác nhau theo những cách khác nhau. Tùy thuộc vào loại thụ thể, nó có thể là chất chủ vận, chất chủ vận từng phần hoặc chất đối kháng.
Buprenorphin đã được chấp thuận cho sử dụng y tế tại Hoa Kỳ vào năm 1981. Trong năm 2012, 9,3 triệu đơn thuốc này đã được xuất ở Hoa Kỳ. Buprenorphin cũng có thể được sử dụng để giải trí bằng cách tiêm hoặc vào mũi để tạo cảm giác hưng phấn. Đôi khi, nó được sử dụng để giải trí thay cho heroin. Ở Hoa Kỳ, nó là chất được kiểm soát Schedule III. Đối với liều viên nhộng, chi phí bán buôn ở Hoa Kỳ là từ 0,86 đến 1,32 đô la Mỹ mỗi liều hàng ngày, với giá cả năm 2017.